# 多甲殻上綱
多甲殻上綱（たこうかくじょうこう、学名：Multicrustacea）は、軟甲類（カニとエビ、ダンゴムシなど）・鞘甲類（フジツボ類、シダムシなど）・カイアシ類などをまとめた甲殻類の分類群である。

## 形態
形態学上では、甲殻類全般に当てはまるもの以外に目立った共通点はないが、軟甲類・鞘甲類・カイアシ類を通じて見られる、ノープリウス幼生の小顎とそれ以降の付属肢発生が遅延していることが、本群の共有派生形質を表してた可能性がある。

## 分類
カイアシ類・鞘甲類・ヒメヤドリエビ類はかつて顎脚類（Maxillopoda）の一部とされてきたが、のちに分子系統解析で軟甲類に近縁と判明し、これらをまとめた多甲殻類が創設された。
多甲殻類は系統的に汎甲殻類（甲殻類+六脚類）の中でカシラエビ類・鰓脚類・ムカデエビ類・六脚類を含んだ異エビ類（Allotriocarida）の姉妹群とされる。多甲殻類と異エビ類は、貧甲殻類（Oligostraca）と対になった単系統群 Altocrustacea を構成する。

### 下位分類
多甲殻類の内部構成については、鞘甲類と軟甲類をまとめた共甲類（Communostraca）説と、カイアシ類と鞘甲類をまとめた六幼生類（Hexanauplia）説がある。2019年現在、六幼生類説が相対的に有力である。ヒメヤドリエビ類については、鞘甲類に近縁とされ、その内部系統に含まれることを示唆する研究がある。
次のリストはWorld Register of Marine Species (2017年12月14日の版) をもとに列挙した。
- 多甲殻上綱 Multicrustacea
  - 六幼生綱[1] Hexanauplia
    - カイアシ亜綱 Copepoda
      - 新カイアシ下綱 Neocopepoda
        - 前脚上目 Gymnoplea
          - カラヌス目 Calanoida

        - 後脚上目 Podoplea
          - カヌエラ目[1] Canuelloida
          - キクロプス目（ケンミジンコ目）Cyclopoida
            - キクロピシナ亜目 Cyclopicinida
            - キクロプス亜目 Cyclopida
            - エルガシルス亜目 Ergasilida
            - オイトナ亜目 Oithonida

          - ゲリエラ目 Gelyelloida
          - ハルパクチクス目（ツツガタケンミジンコ目、ソコミジンコ目）Harpacticoida
          - ミソフリア目 Misophrioida
          - モンストリラ目 Monstrilloida
          - モルモニラ目 Mormonilloida
          - シフォノストム目 Siphonostomatoida

        - 原始前脚下綱 Progymnoplea
          - プラティコピア目 Platycopioida

    - ヒメヤドリエビ亜綱 Tantulocarida
    - 鞘甲亜綱（フジツボ亜綱） Thecostraca
      - 嚢胸下綱 Ascothoracida
        - シダムシ目 Dendrogastrida
        - キンチャクムシ目 Laurida

      - 蔓脚下綱（フジツボ下綱） Cirripedia
        - 尖胸上目 Acrothoracica
          - （目）Cryptophialida
          - （目）Lithoglyptida

        - 根頭上目 Rhizocephala
          - アケントロゴン目 Akentrogonida
          - ケントロゴン目 Kentrogonida

        - 完胸上目 Thoracica
          - （目）Cyprilepadiformes
          - （目）Ibliformes
            - エボシガイ亜目 Lepadiformes

          - 有柄目 Pedunculata
            - ミョウガガイ亜目 Scalpelliformes

          - 無柄目 Sessilia
            - ハナカゴ亜目 Verrucina
            - ブラキレパドモルファ亜目 Brachylepadina
            - フジツボ亜目 Balanina

      - 彫甲下綱 Facetotecta

  - 軟甲綱 Malacostraca
    - 真軟甲亜綱 Eumalacostraca
      - ホンエビ上目 Eucarida
        - 十脚目 Decapoda
        - オキアミ目 Euphausiacea

      - フクロエビ上目 Peracarida
        - 端脚目 Amphipoda
        - （目）Bochusacea
        - クーマ目 Cumacea
        - 等脚目 Isopoda
        - ロホガステル目 Lophogastrida
        - ミクトカリス目 Mictacea
        - アミ目 Mysida
        - †（目）Pygocephalomorpha
        - スペレオグリフス目 Spelaeogriphacea
        - （目）Stygiomysida
        - タナイス目 Tanaidacea
        - テルモスバエナ目 Thermosbaenacea

      - 厚エビ上目 Syncarida
        - アナスピデス目 Anaspidacea
        - ムカシエビ目 Bathynellacea

    - トゲエビ亜綱 Hoplocarida
      - †奇泳目 Aeschronectida
      - シャコ目 Stomatopoda

    - コノハエビ亜綱 Phyllocarida
      - †（目） Archaeostraca
      - 薄甲目 Leptostraca

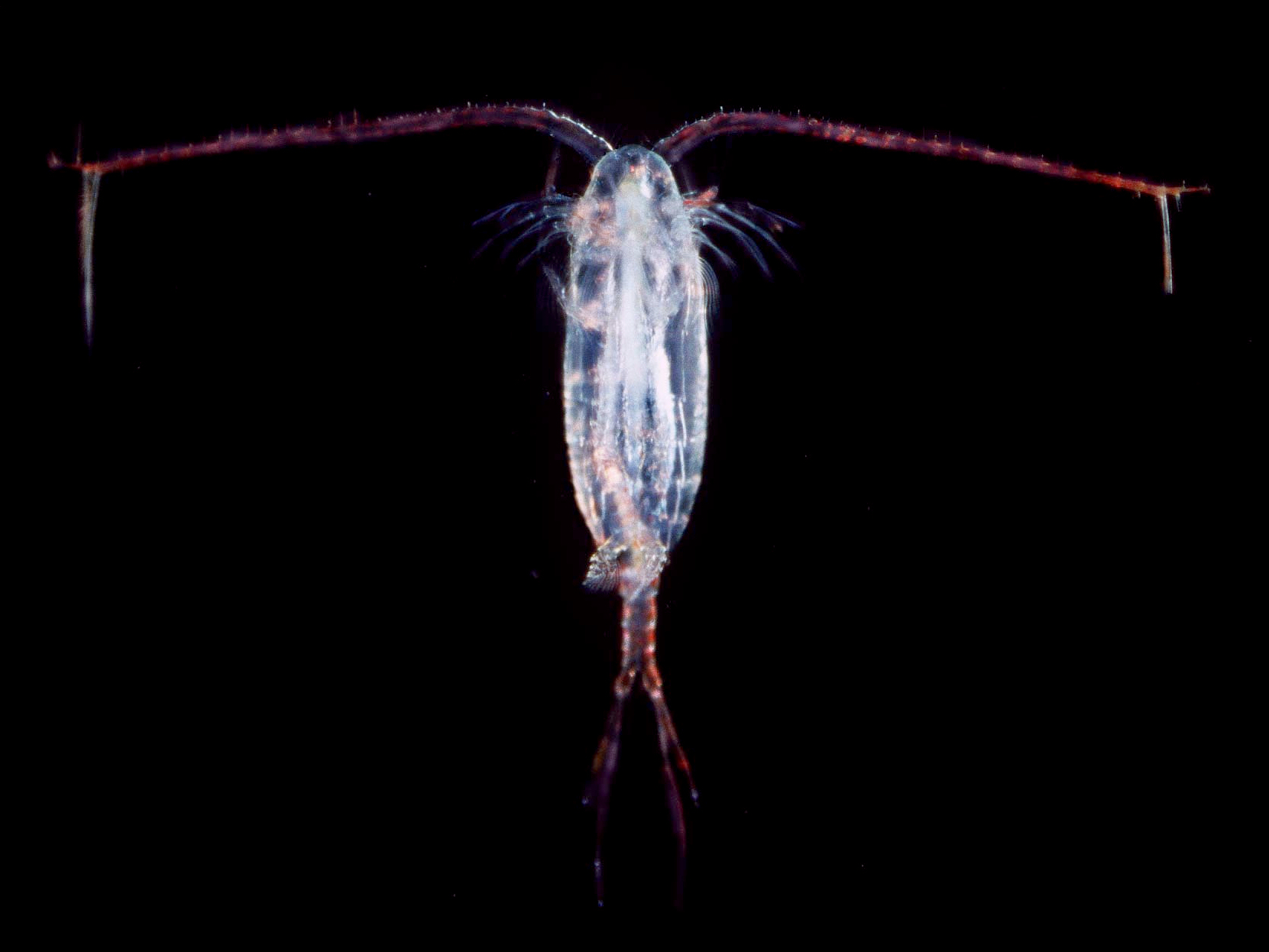
カイアシ類の1種
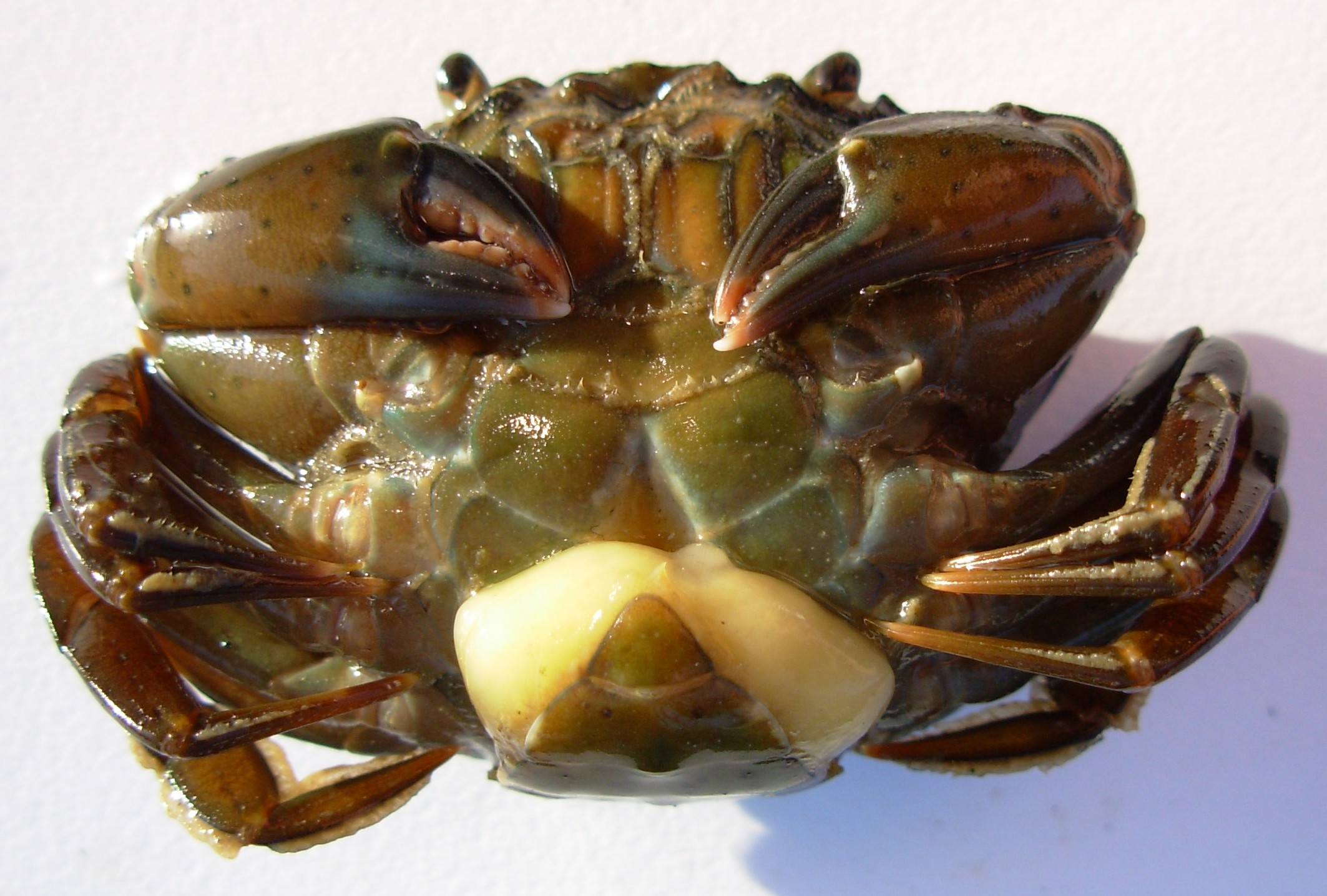
カニ類の1種ヨーロッパミドリガニ Carcinus maenas に寄生したフクロムシ類の1種 Sacculina carcini
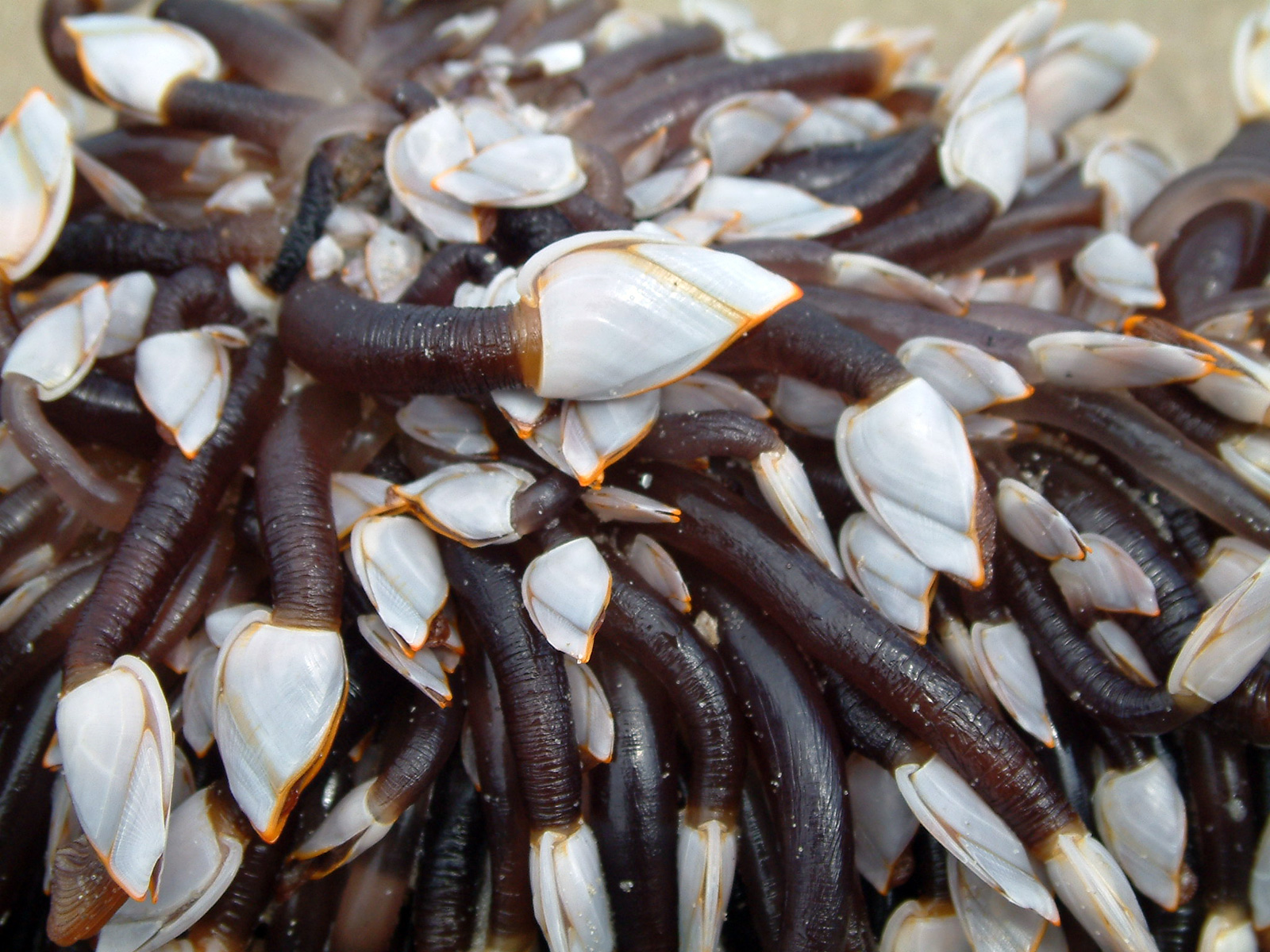
蔓脚類の1種エボシガイ Lepas anatifera
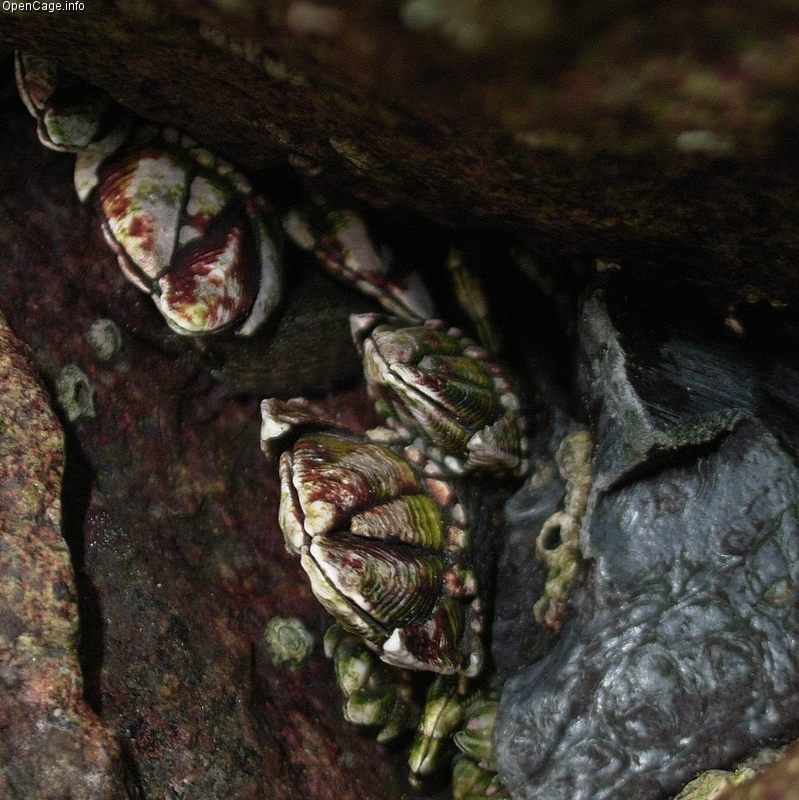
蔓脚類の1種カメノテ Pollicipes mitella
- フジツボ類の1種 Chthamalus stellatus
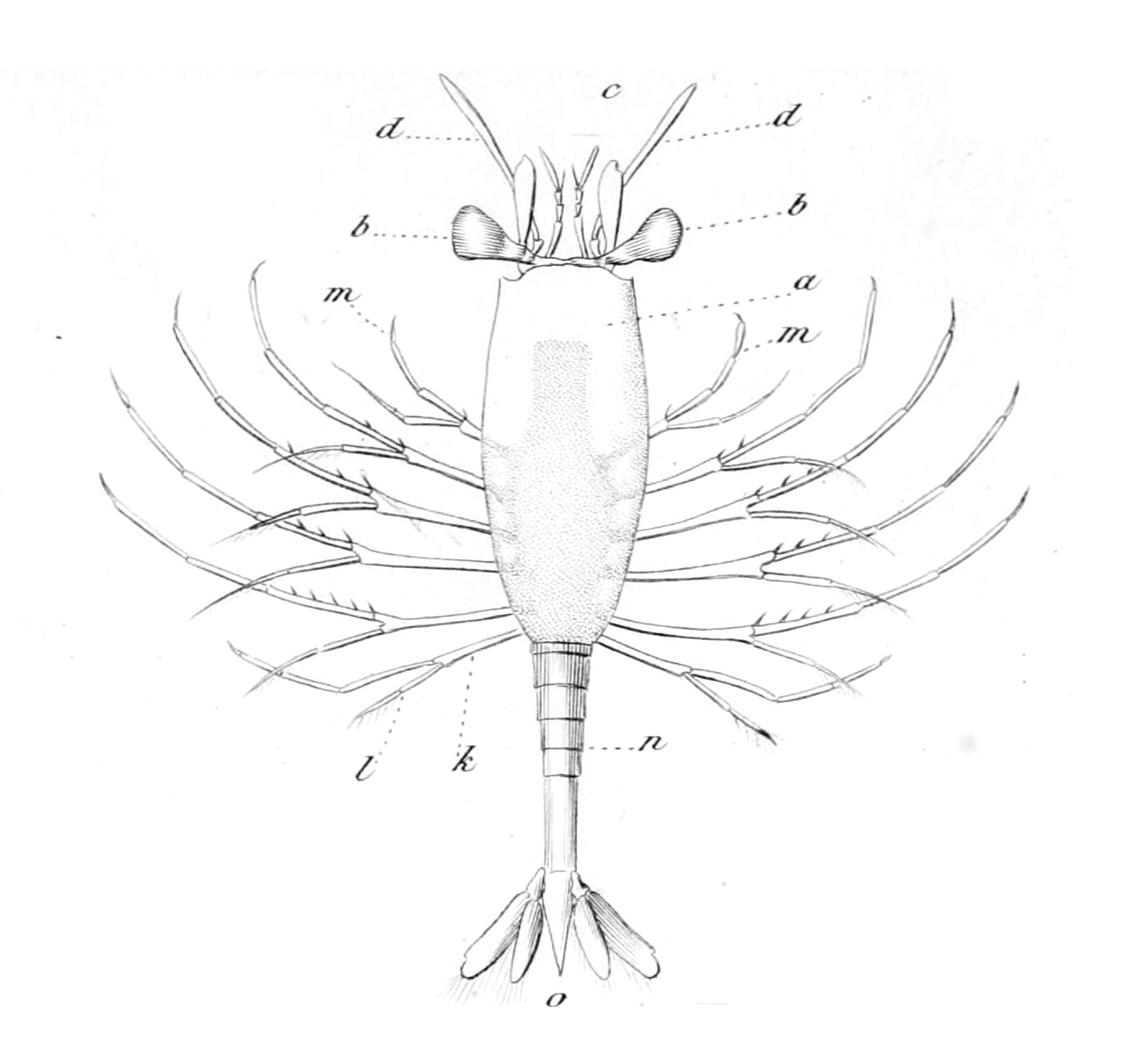
アンフィオニデス Amphionides reynaudii
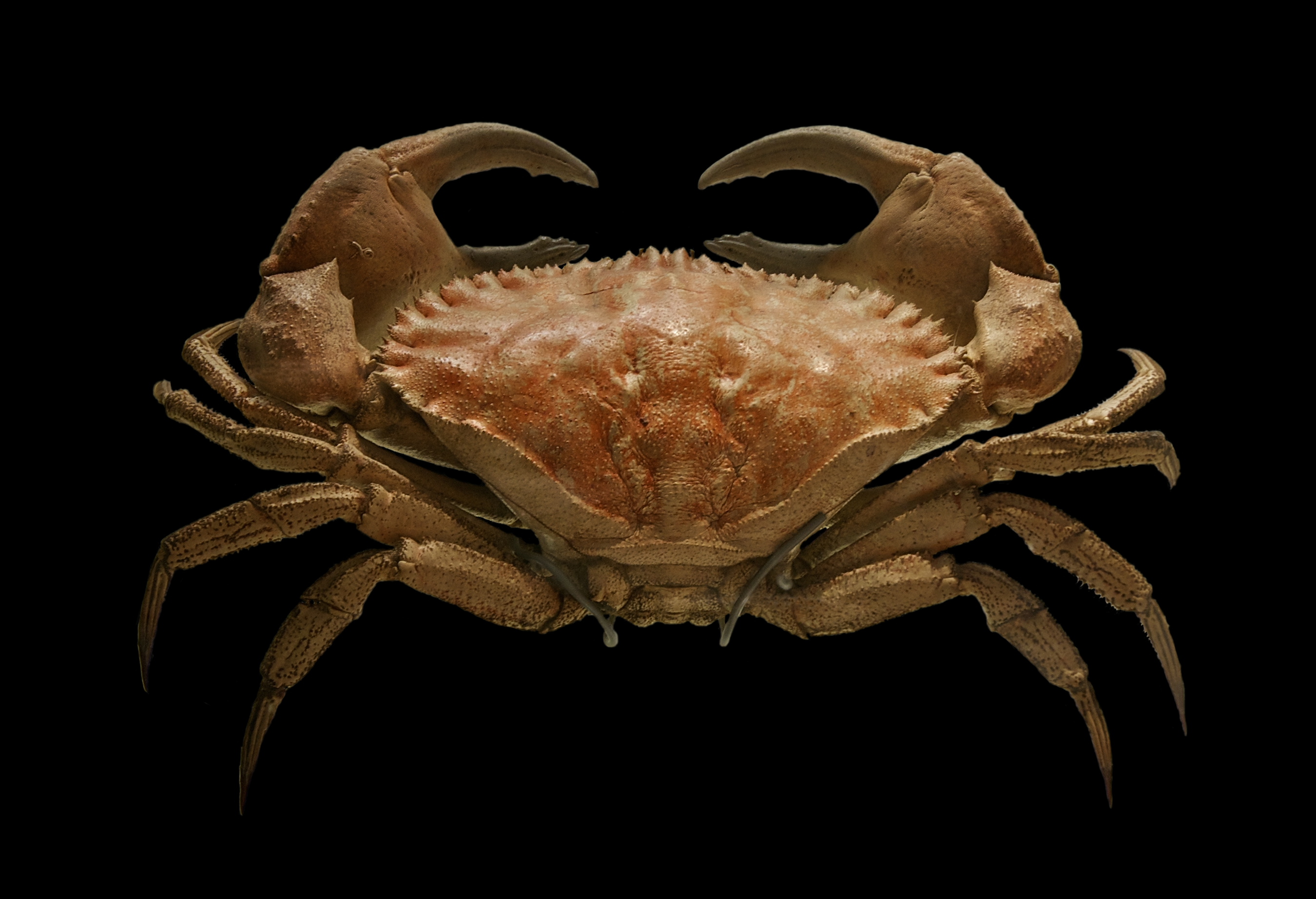
カニ類の1種 Cancer bellianus
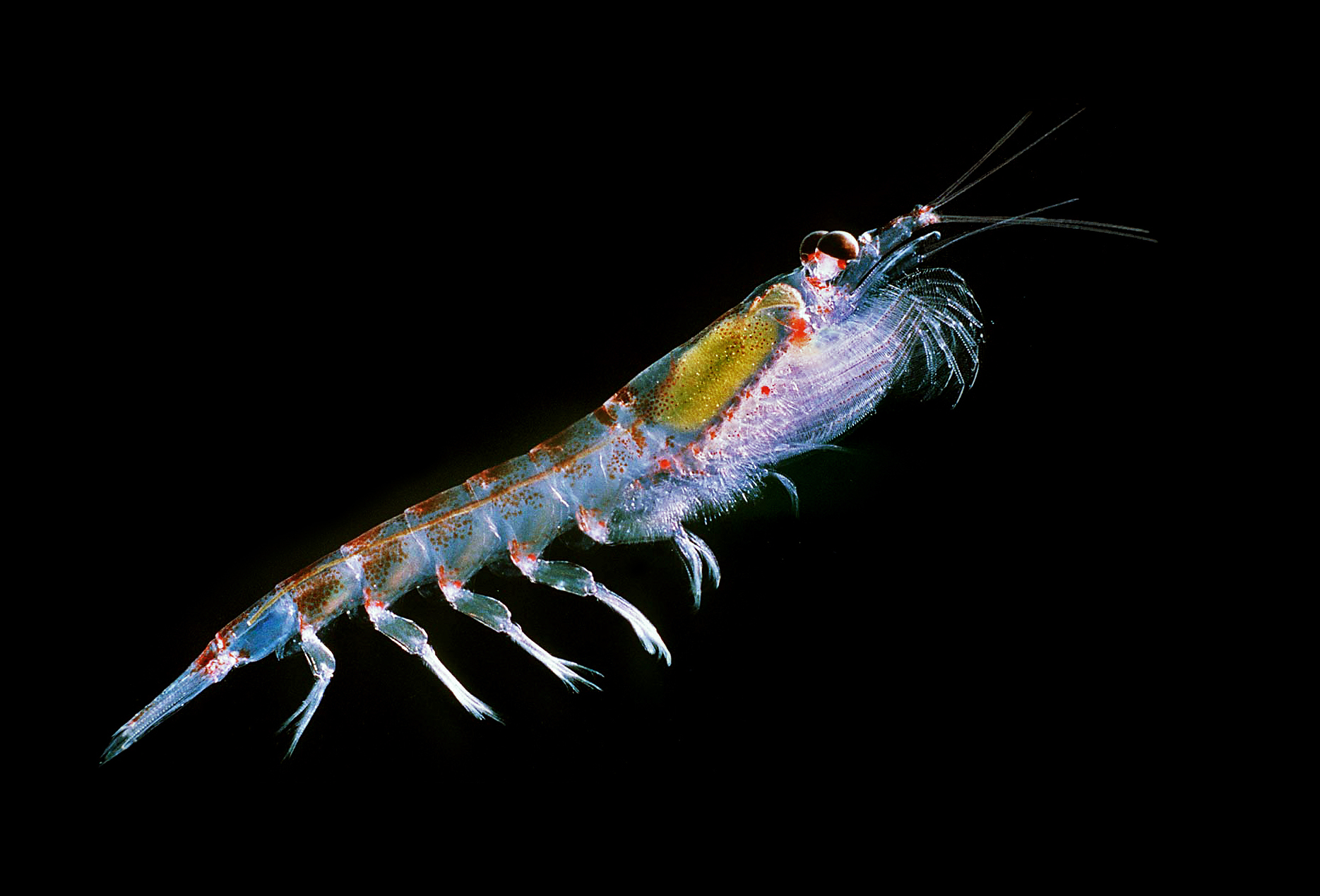
オキアミ類の1種 Euphausia superba
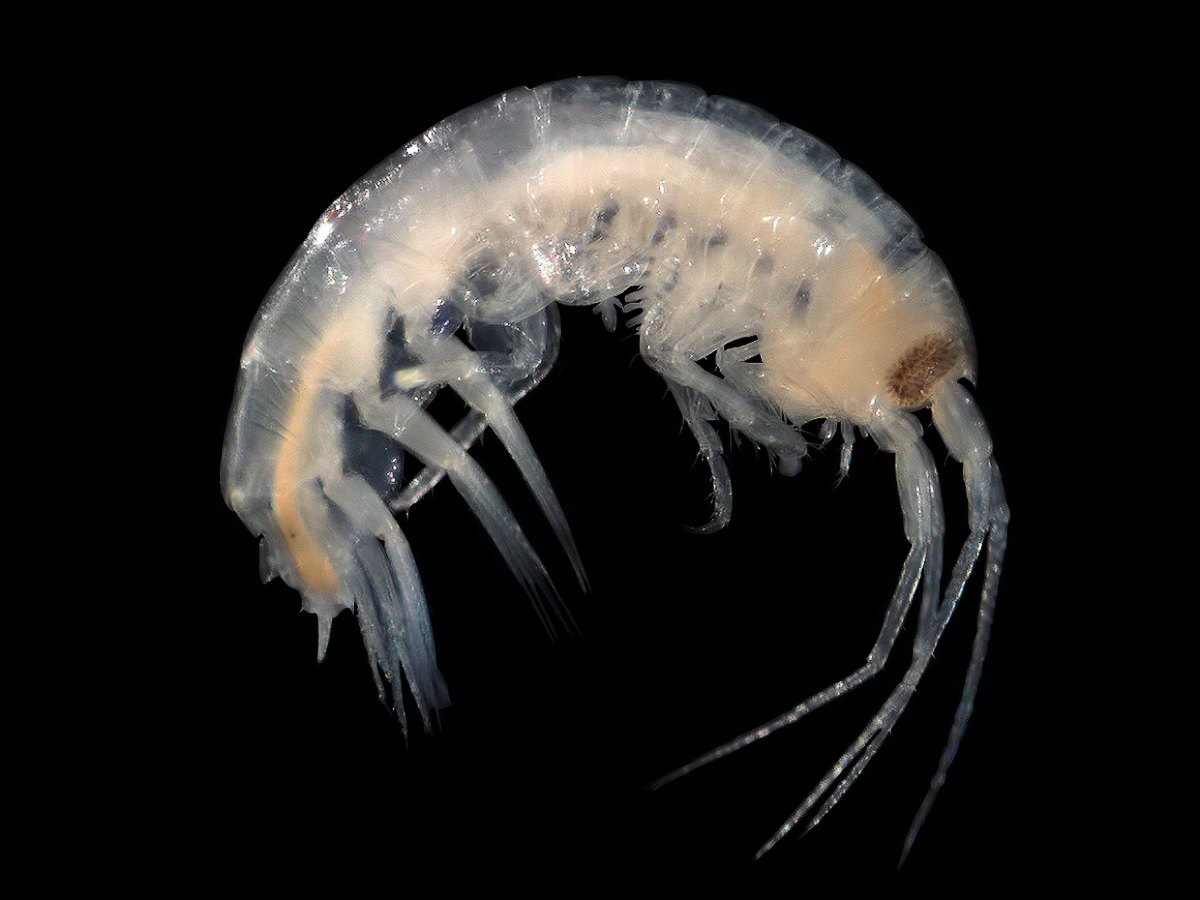
端脚類の1種フタハナヨコエビ Atylus swammerdami
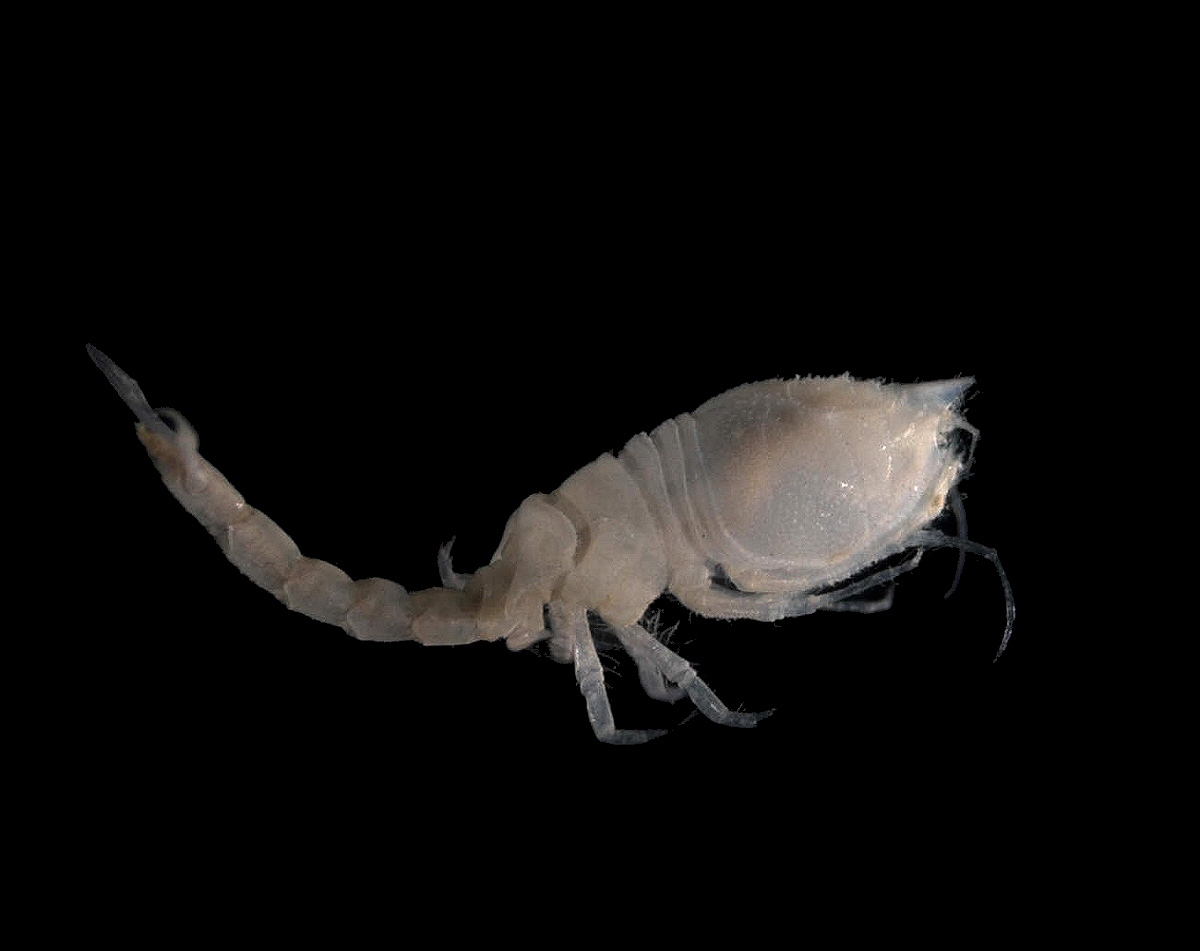
クーマ類の1種 Diastylis bradyi
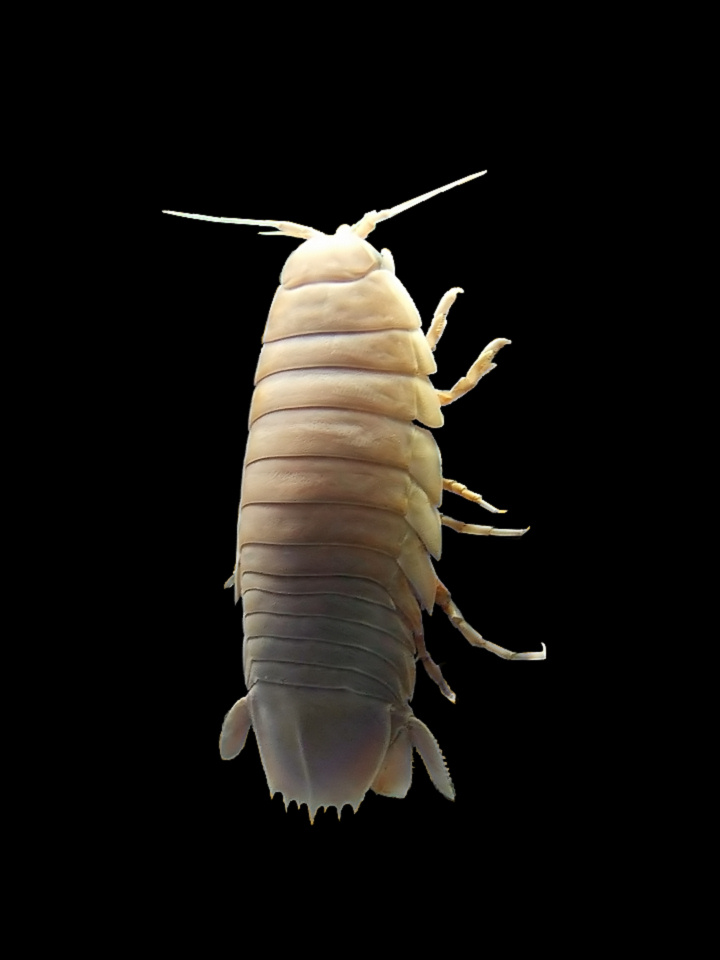
等脚類の1種オオグソクムシ Bathynomus doederleinii
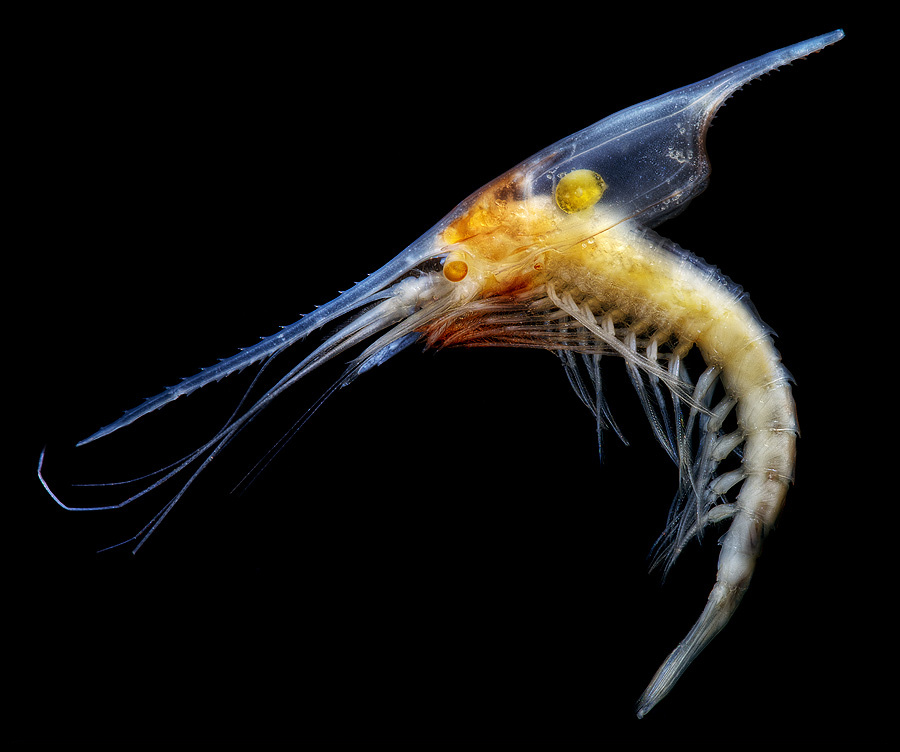
ロフォガスター目の1種 Gnathophausia zoea
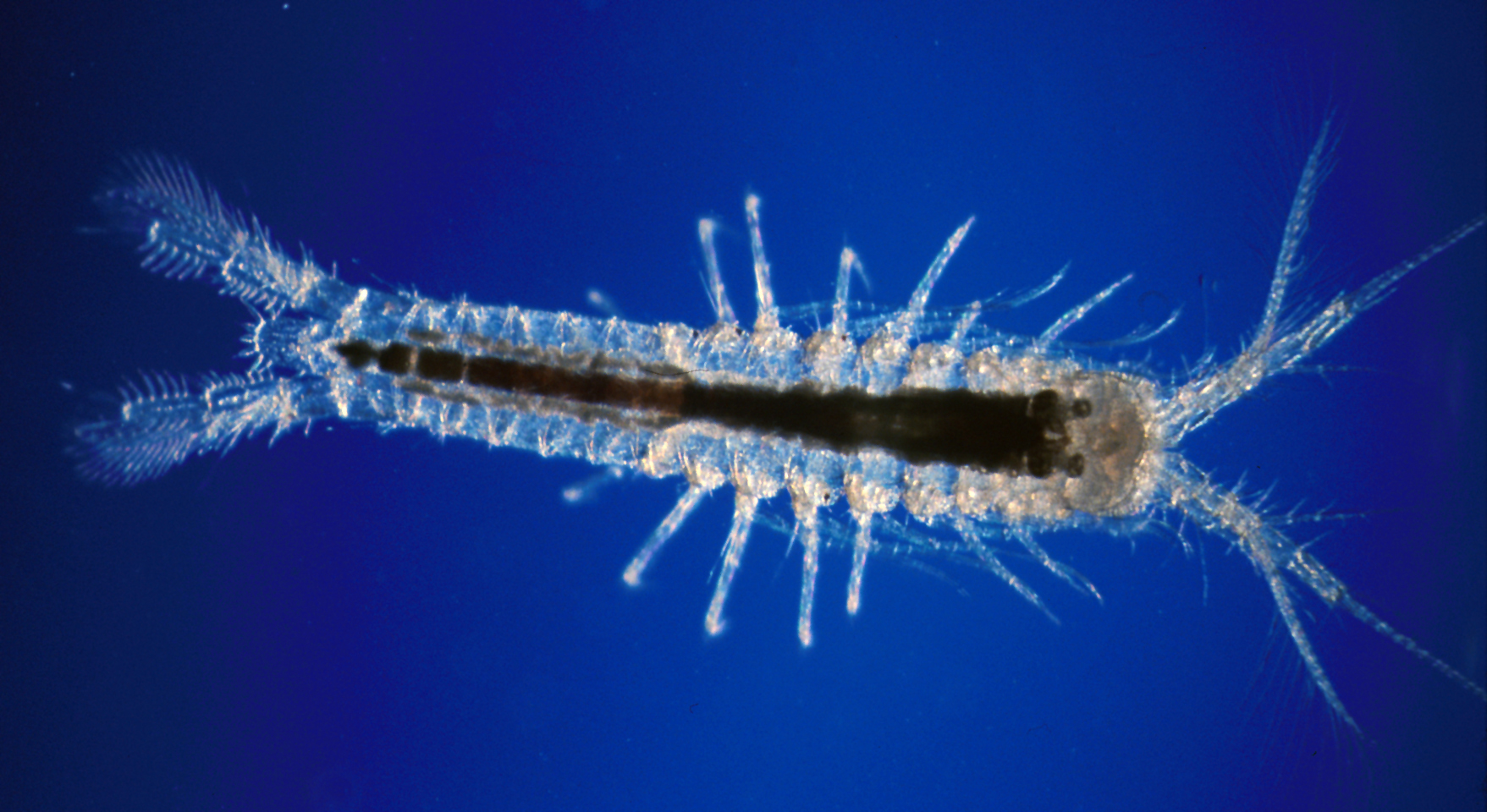
ミクトカリス類の1種 Mictocaris halope
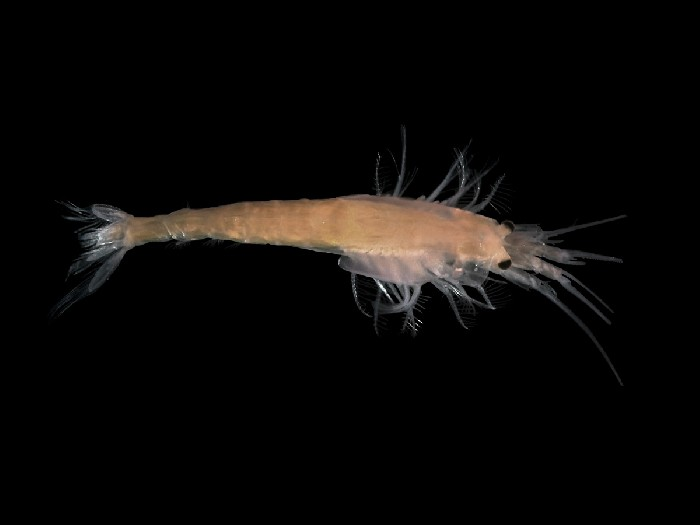
アミの1種 Gastrosaccus spinifer
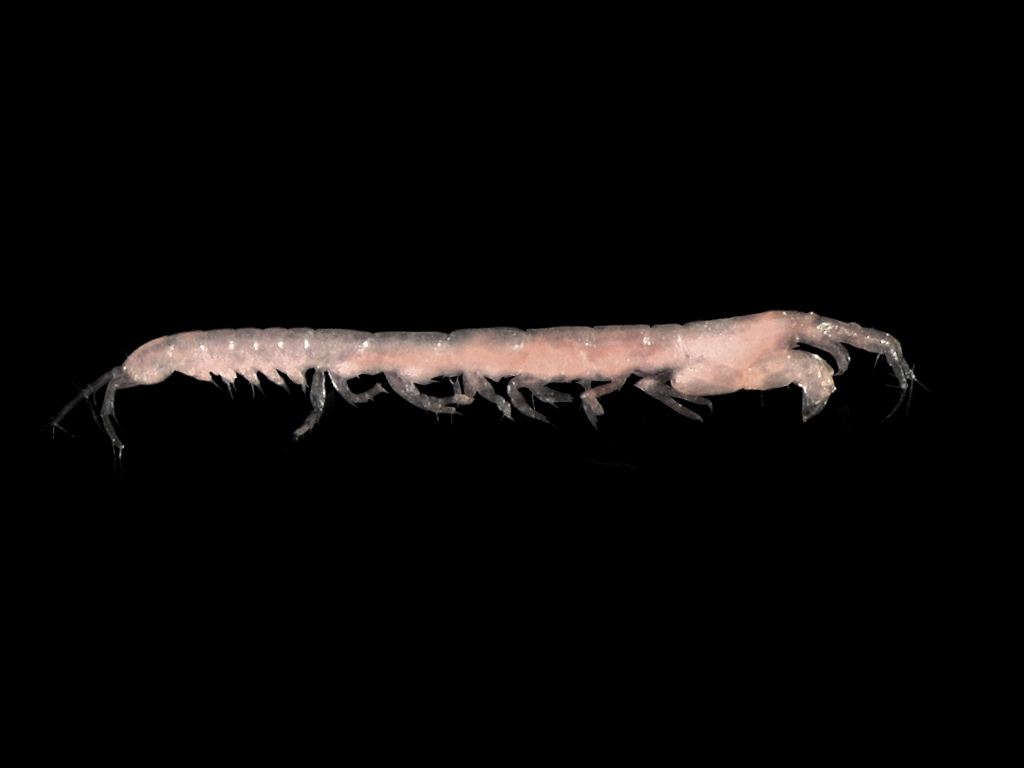
タナイス類の1種 Tanaissus lilljeborgi
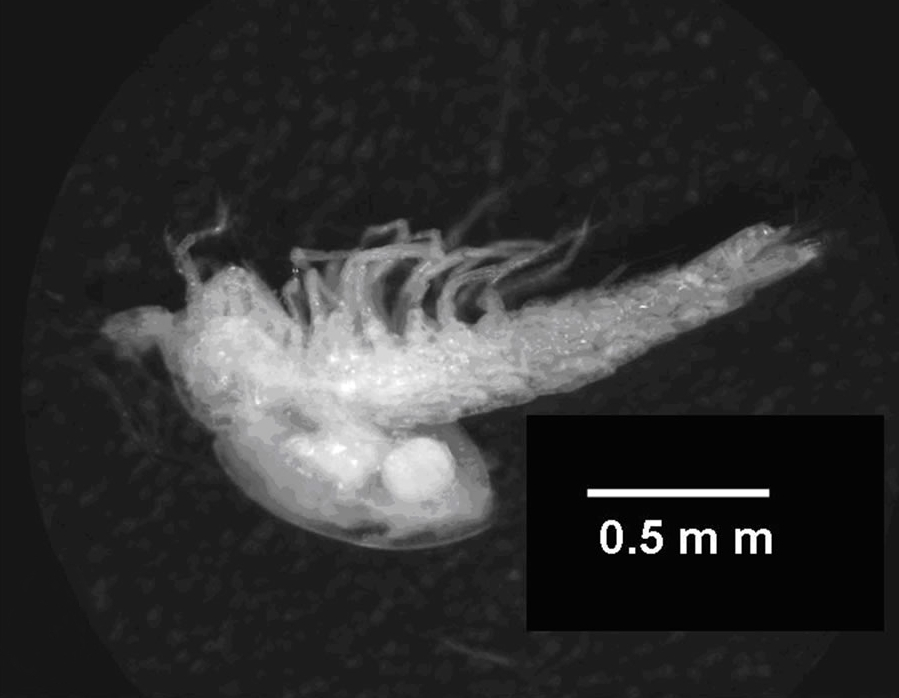
テルモスバエナ類の1種 Tethysbaena ophelicola
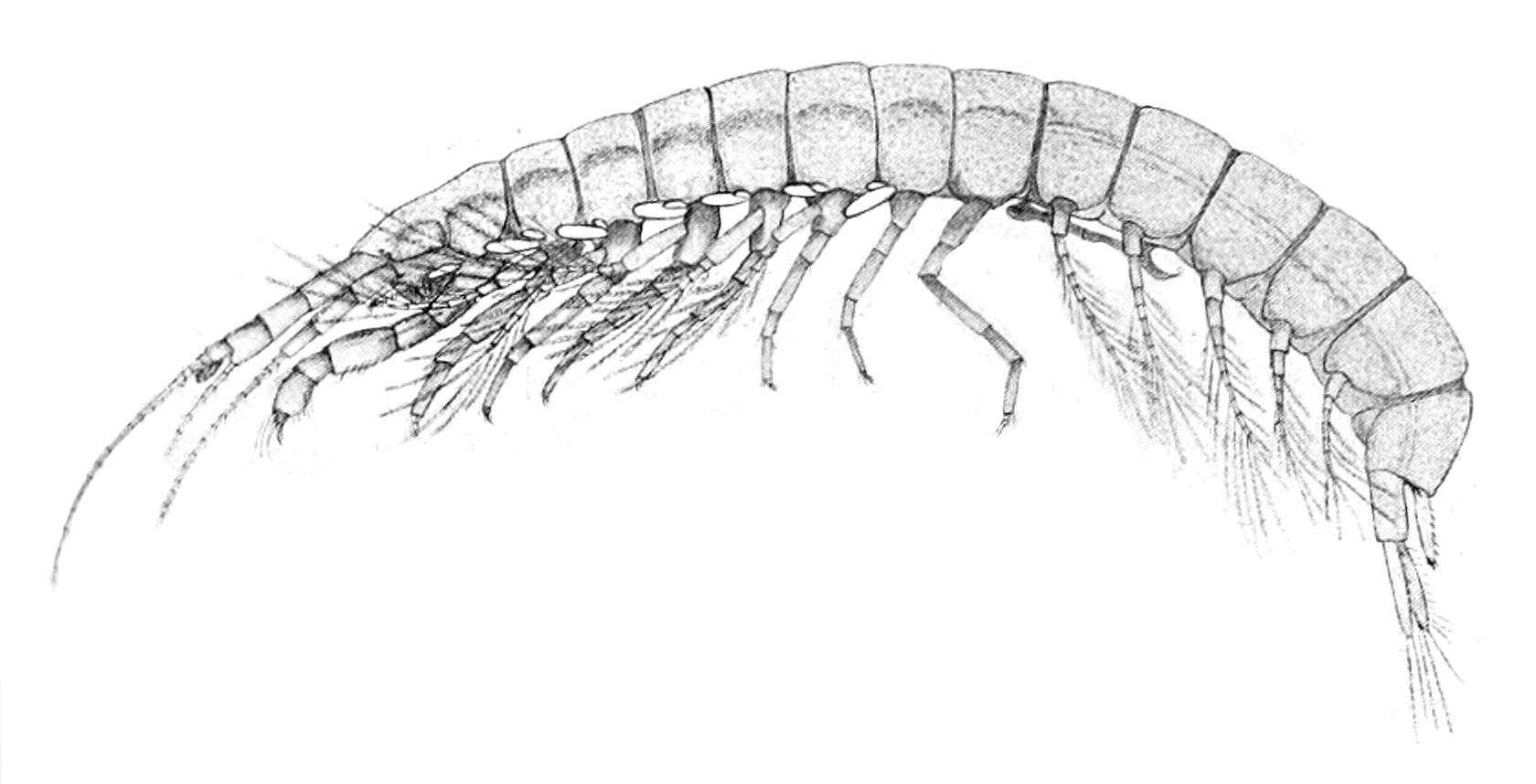
アナスピデス類の1種 Koonunga cursor
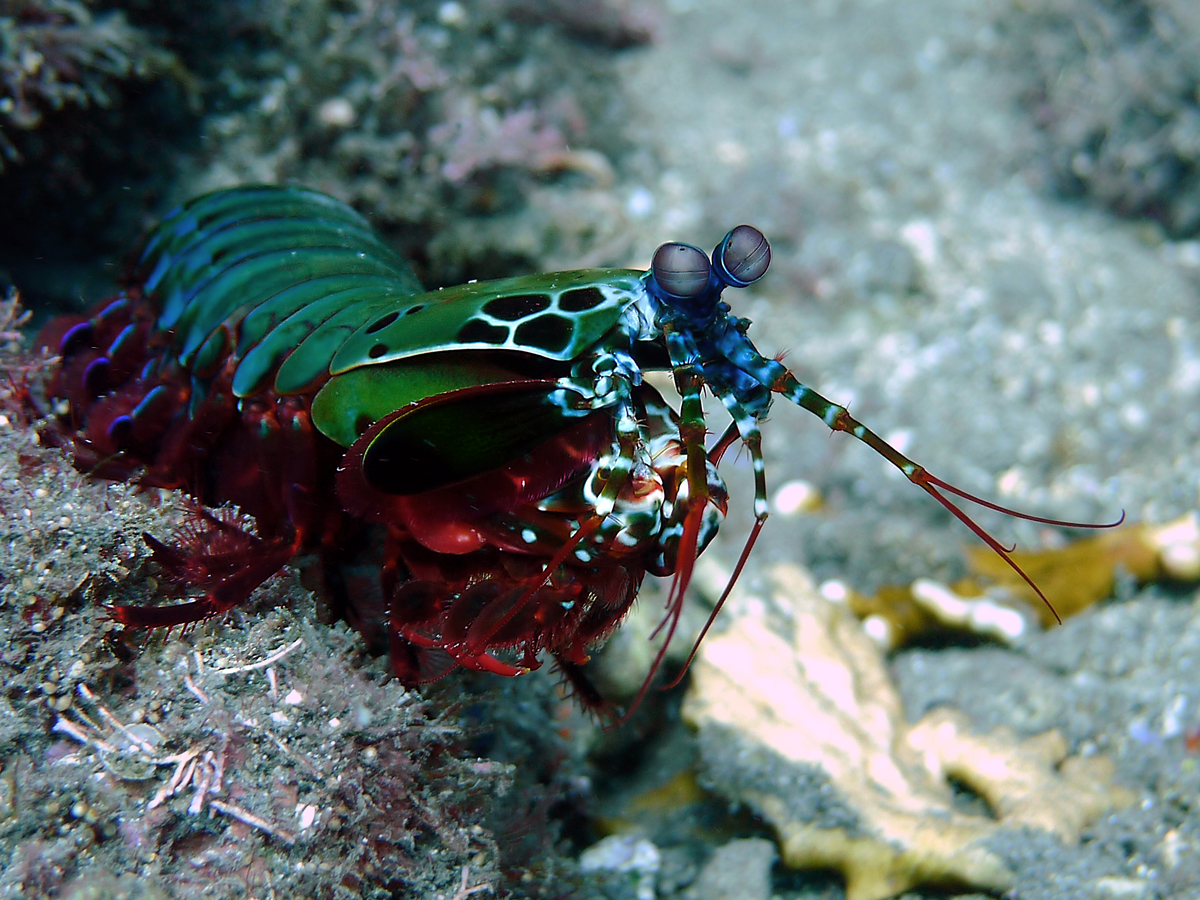
シャコ類の1種モンハナシャコ Odontodactylus scyllarus
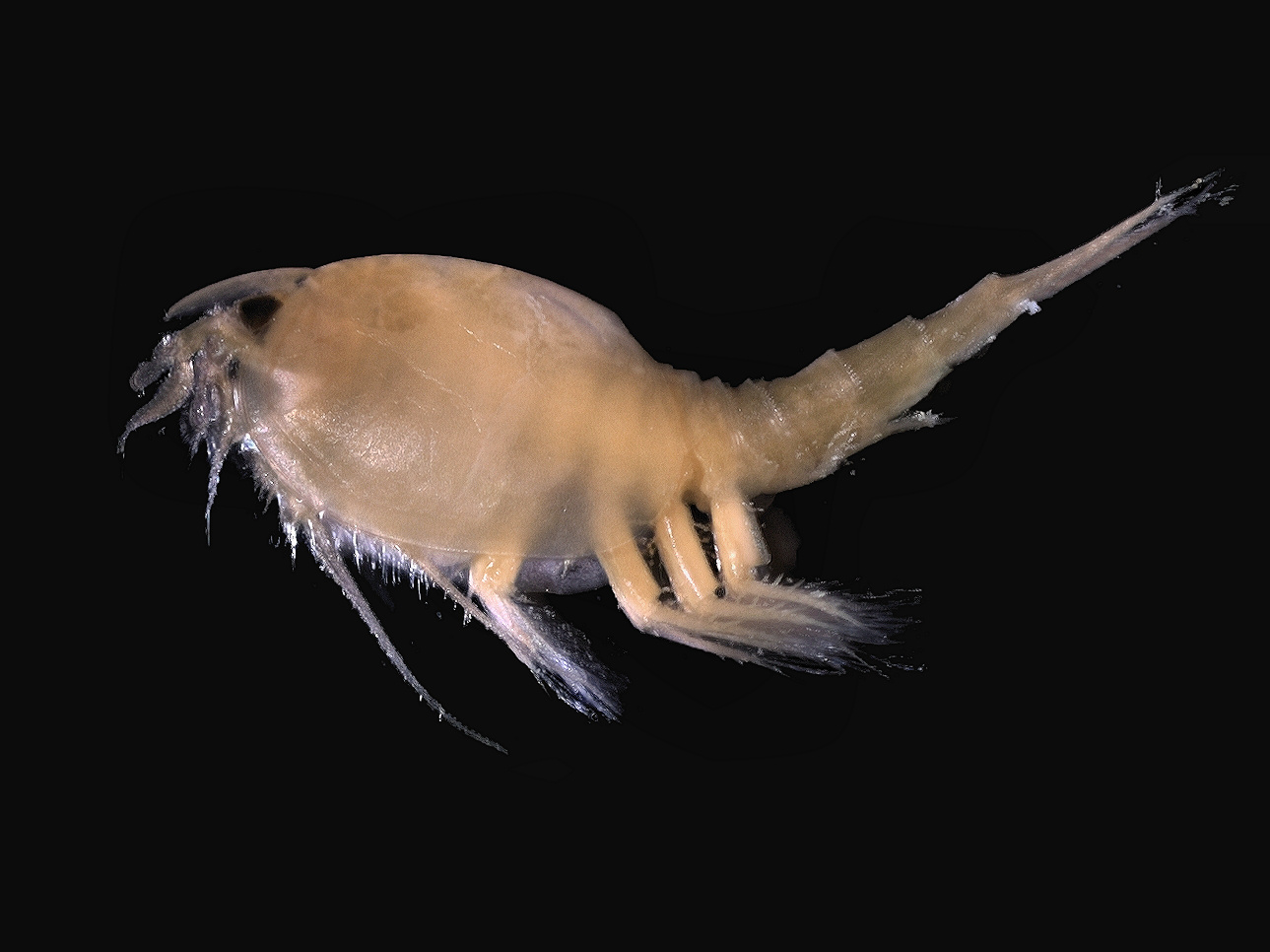
コノハエビ類の1種 Nebalia bipes